# Eliminatórias da Copa do Mundo FIFA de 2018 - Oceania (primeira fase)
Esta página apresenta os resultados da primeira fase das eliminatórias da Oceania, para a Copa do Mundo FIFA de 2018. Foi disputada entre 31 de agosto até 8 de setembro de 2015.

## Formato
Nesta rodada, quatro equipes, como determinado pela OFC em março de 2014 jogaram entre si, em um grupo, de 31 de agosto a 4 de setembro de 2015, realizada em sede fixa.

## Participantes
- Samoa Americana
- Ilhas Cook
- Samoa
- Tonga

## Sede
Todas as partidas serão realizadas no Loto-Tonga Soka Centre em Nukuʻalofa.
| Nukuʻalofa             |
| ---------------------- |
| Loto-Tonga Soka Centre |
| Nukuʻalofa             |

## Classificação
| Pos. | Equipe          | Pts | J | V | E | D | GP | GC | SG |
| ---- | --------------- | --- | - | - | - | - | -- | -- | -- |
| 1    | Samoa           | 6   | 3 | 2 | 0 | 1 | 6  | 3  | +3 |
| 2    | Samoa Americana | 6   | 3 | 2 | 0 | 1 | 6  | 4  | +2 |
| 3    | Ilhas Cook      | 6   | 3 | 2 | 0 | 1 | 4  | 2  | +2 |
| 4    | Tonga           | 0   | 3 | 0 | 0 | 3 | 1  | 8  | –7 |

## Partidas
O sorteio foi realizado em 30 de julho de 2015 na sede da OFC em Auckland na Nova Zelândia.
Todas as partidas seguem o fuso horário local (UTC+13).
| 31 de agosto de 2015 | Tonga | 0 – 3     | Ilhas Cook            | Loto-Tonga Soka Centre, Nukuʻalofa        |
| 13:00                |       | Relatório | Saghabi 38', 53', 59' | Público: 300 Árbitro: FIJ Ravitesh Behari |

| 31 de agosto de 2015 | Samoa                                           | 3 – 2     | Samoa Americana    | Loto-Tonga Soka Centre, Nukuʻalofa    |
| 15:30                | Fa'aiuaso 4' · Hamilton-Pama 18' · Mobberly 26' | Relatório | Beauchamp 38', 86' | Público: 100 Árbitro: SOL Nelson Sogo |

| 2 de setembro de 2015 | Ilhas Cook  | 1 – 0     | Samoa | Loto-Tonga Soka Centre, Nukuʻalofa       |
| 13:00                 | Saghabi 39' | Relatório |       | Público: 150 Árbitro: VAN Robinson Banga |

| 2 de setembro de 2015 | Tonga          | 1 – 2     | Samoa Americana     | Loto-Tonga Soka Centre, Nukuʻalofa     |
| 15:30                 | S. Uhatahi 47' | Relatório | Manao 49' · Ott 51' | Público: 200 Árbitro: FIJ Salesh Chand |

| 4 de setembro de 2015 | Tonga | 0 – 3     | Samoa                       | Loto-Tonga Soka Centre 2, Nukuʻalofa     |
| 13:00                 |       | Relatório | Mobberly 9' · Hall 22', 77' | Público: 250 Árbitro: TAH Averii Jacques |

| 4 de setembro de 2015 | Samoa Americana          | 2 – 0     | Ilhas Cook | Loto-Tonga Soka Centre, Nukuʻalofa        |
| 15:30                 | Mitchell 57' · Manao 67' | Relatório |            | Público: 250 Árbitro: FIJ Ravitesh Behari |